# Basquetebol do Sport Clube Beira-Mar
A equipa de Basquetebol do Sport Clube Beira-Mar é a secção que representa a dita agremiação em competições profissionais nacionais e internacionais, localizado em Aveiro, Portugal. Manda seus jogos no Pavilhão Municipal de Alquerubim com capacidade para 500 adeptos.

## Temporada por temporada
| Temporada | Nível | Liga    | Posição | Pós-temporada       |
| --------- | ----- | ------- | ------- | ------------------- |
| 2015-16   | 3     | 1ª Div. | 5º      |                     |
| 2016-17   | 3     | CNB1    | 1º      | Promovidosemifinais |
| 2017-18   | 2     | ProLiga | 13º     |                     |
| 2018-19   | 2     | ProLiga | 15º     | Rebaixado           |
| 2019-20   | 3     | 1ª Div. |         |                     |

fonte:eurobasket.com

## Artigos relacionados
- Liga Portuguesa de Basquetebol
- Proliga
- Supertaça de Portugal de Basquetebol